# Mortadella di Prato
La mortadella di Prato è un salume cotto tipico della città toscana.

## Storia
È di origine remota ed è un salume "povero" che veniva fatto con le carni scartate dalla produzione della finocchiona o di seconda scelta, che venivano sottoposte a una forte speziatura con pepe nero macinato e in grani, sale, polpa d'aglio pestato, coriandolo, cannella, chiodi di garofano e aromatizzate con alchermes.
La produzione e la diffusione della mortadella di Prato decaddero negli anni cinquanta del XX secolo, tanto che si rischiò persino di perderne la memoria, a causa del maggior benessere che portò a preferire le mortadelle pregiate di altre regioni. Solo nei successivi anni novanta si è assistito a una riscoperta di questo salume.
La zona di produzione attuale comprende i comuni di Prato, Agliana, Quarrata e Montale in provincia di Pistoia.
È un prodotto a marchio IGP da febbraio 2016 e presidio Slow Food fin dal 2000.